# Vincenzo Bellini
Vincenzo Salvatore Carmelo Francesco Bellini, italijanski romantični operni skladatelj, * 3. november 1801, Catania, Sicilija, † 23. september 1835, Puteaux pri Parizu, Francija.

## Življenje in delo
Rojen je bil v glasbeni družini. Prve korake v svet glasbe je pridobil od svojega deda. Star pet let se je začel učiti teorijo in čembalo, nekoliko kasneje pa tudi komponiranja. Najprej se je lotil cerkvene glasbe. S pomočjo vojvod iz Santomartina in drugih plemičev je leta 1819 začel študirati glasbo na konzervatoriju v Neaplju na Collegio San Sebastiano pri tedaj znamenitem mojstru Niccoli Zingarelliju. Na konzervatoriju je ostal šest let. Tam je spoznal dijaka Florima, s katerim sta postala odlična prijatelja in se skupaj navduševala nad operno umetnostjo. V konservatoriju je doživela premiero tudi Bellinijeva prva opera. Drugo opero je krstil leto kasneje v znamenitem neapeljskem gledališču Teatro San Carlo. Opera je bila lepo sprejeta, zato je dobil ponudbo, da napiše novo operno delo za samo milansko Scalo. 
V Milano se je preselil leta 1827. Tam se je srečal z libretistom Romanijem, s katerim sta ustvarila več opernih uspešnic. Prvo skupno delo je bila opera Pirat, ki je doživela velik uspeh tudi po zaslugi tenorista Rubinija.
Bellini je postal znan operni skladatelj, ki so mu bila odprta vsa vrata v svet umetnosti in slave (njegov velik oboževalec je postal Heinrich Heine). Prijateljeval je s tedaj najbolj znanimi pevci in skladatelji. V Milanu je ostal pet let. V tem času je napisal več oper, med njimi Mesečnico. Premiera te opere je bila marca 1831 v Milanu v gledališču Carcano. K uspehu je pripomogla tudi pevka Giuditta Pasta, v katero se je Bellini zaljubil. Leta 1831 je napisal Normo, veličastno in čisto lirično glasbo. Nova skladateljeva ljubezen je postala pevka Giuditta Grisi. Sledilo je novo operno naročilo iz Benetk. Uprizoritev Beatrice iz Tende je leta 1833 doživela polom, kar je imelo posledice tudi v Bellinijevem osebnem življenju. 
Po sporu z Romanijem in številnih namigovanjih v časopisnih člankih o ljubezenskih razmerjih z Giuditto Turina - Cantu, ki jo je spoznal v Genovi leta 1828, je spomladi 1833 odšel v London, da bi dirigiral Normo in Mesečnico. Tam je spoznal pevko Mario Malibran, v katero se je zaljubil. Oktobra istega leta je odšel v Pariz. Tam se je osebno seznanil z Rossinijem, ki je vodil Italijansko gledališče ter vsemi drugimi tam živečimi umetniki. Rossini ga je vzel pod svoje okrilje. V letih 1834-35 je napisal svojo zadnjo opero Puritanci. Ob premieri je opera doživela velik uspeh.
Leta 1835 se je Bellinijevo zdravje poslabšalo, imel je akutno vnetje črevesja in 23. novembra istega leta je v vili v Puteauxu pri Parizu umrl v nepojasnjenih okoliščinah. Pokopali so ga na pokopališču Père-Lachaise v Parizu. Leta 1876 so njegove posmrtne ostanke prenesli v rodno Catanijo, v tamkajšnjo katedralo.

## Zapuščina
Leta 1999 je italijanska glasbena založba Casa Ricordi, v sodelovanju z Teatro Massimo Bellini v Cataniji, začela projekt izdaje celotnega Bellinijevega opusa in ga končala leta 2003.
Museo Belliniano, ki se nahaja v palači Gravina Cruillas v Cataniji ohranja njegovo zapuščino in glasbo.
Italija ga je ovekovečila tudi na bankovcu za 5000 lir.
V Novari je bil ustanovljen v njegovem imenu Inštitut za znanost.
V Catanii so v njegovo čast leta 1890 odprli Teatro Massimo Vincenzo Bellini.
V Neaplju je gledališče, trg s skulpturo in konservatorij v katerem se je šolal.
Letališče Fontanarossa v Cataniji je poimenovano po Vincenzu Belliniju.
Življenje Vincenza Bellinija je bilo predmet dveh biografskih filmov z naslovom "Casta Diva", v režiji Carmine Gallon sicer leta 1935 in 1954.

## Opere
Bellini je bil mojster belkanta. Napisal je deset oper:
- Adelson in Salvini (1825)
- Bianca in Fernando (1826)
- Pirat (Il pirata) (1827)
- Tujka (La straniera) (1829)
- Zaira (po Voltairu) (1829)
- Capuleti in Montegi (po Shakespearovem Romeu und Juliji) (1830)
- Mesečnica (La sonnambula) (1831)
- Norma (1831)
- Beatrice di Tenda (1833)
- Puritanci (I Puritani) (1835)

## Glasbeni primer
samospev Vaga luna che inargenti v interpretaciji Luciana Pavarottija 